# Мајиловац
Мајиловац је насеље у Србији у општини Велико Градиште у Браничевском округу. Према попису из 2022. било је 670 становника.

## Демографија
У насељу Мајиловац живи 800 пунолетних становника, а просечна старост становништва износи 41,5 година (38,7 код мушкараца и 44,0 код жена). У насељу има 271 домаћинство, а просечан број чланова по домаћинству је 3,78.
Ово насеље је великим делом насељено Србима (према попису из 2002. године), а у последња три пописа, примећен је пад у броју становника.
|  |

| Демографија | Демографија | Демографија |
| Година      | Становника  | Становника  |
| ----------- | ----------- | ----------- |
| 1948.       | 1.426       |             |
| 1953.       | 1.477       |             |
| 1961.       | 1.534       |             |
| 1971.       | 1.560       |             |
| 1981.       | 1.548       |             |
| 1991.       | 1.469       | 1.143       |
| 2002.       | 1.024       | 1.434       |
| 2011.       | 788         |             |

| Етнички састав према попису из 2002.‍ | Етнички састав према попису из 2002.‍ | Етнички састав према попису из 2002.‍ | Етнички састав према попису из 2002.‍ | Етнички састав према попису из 2002.‍ |
| ------------------------------------ | ------------------------------------ | ------------------------------------ | ------------------------------------ | ------------------------------------ |
|                                      |                                      |                                      |                                      |                                      |
| Срби                                 | Срби                                 |                                      | 1.003                                | 97,94%                               |
| Румуни                               | Румуни                               |                                      | 6                                    | 0,58%                                |
| Црногорци                            | Црногорци                            |                                      | 2                                    | 0,19%                                |
| Македонци                            | Македонци                            |                                      | 2                                    | 0,19%                                |
| непознато                            | непознато                            |                                      | 11                                   | 1,07%                                |

| Година пописа     | 1948. | 1953. | 1961. | 1971. | 1981. | 1991. | 2002. |
| ----------------- | ----- | ----- | ----- | ----- | ----- | ----- | ----- |
| Број домаћинстава | 304   | 314   | 335   | 328   | 322   | 302   | 271   |

| Број чланова      | 1  | 2  | 3  | 4  | 5  | 6  | 7  | 8 | 9 | 10 и више | Просек |
| ----------------- | -- | -- | -- | -- | -- | -- | -- | - | - | --------- | ------ |
| Број домаћинстава | 40 | 51 | 36 | 42 | 52 | 25 | 10 | 9 | 6 | 0         | 3,78   |

| Пол    | Укупно | Неожењен/Неудата | Ожењен/Удата | Удовац/Удовица | Разведен/Разведена | Непознато |
| ------ | ------ | ---------------- | ------------ | -------------- | ------------------ | --------- |
| Мушки  | 377    | 73               | 258          | 30             | 13                 | 3         |
| Женски | 460    | 42               | 281          | 98             | 29                 | 10        |
| УКУПНО | 837    | 115              | 539          | 128            | 42                 | 13        |

| Пол    | Укупно                    | Пољопривреда, лов и шумарство | Рибарство                            | Вађење руде и камена | Прерађивачка индустрија       |
| ------ | ------------------------- | ----------------------------- | ------------------------------------ | -------------------- | ----------------------------- |
| Мушки  | 301                       | 230                           | 0                                    | 2                    | 15                            |
| Женски | 318                       | 285                           | 0                                    | 1                    | 4                             |
| УКУПНО | 619                       | 515                           | 0                                    | 3                    | 19                            |
| Пол    | Производња и снабдевање   | Грађевинарство                | Трговина                             | Хотели и ресторани   | Саобраћај, складиштење и везе |
| Мушки  | 1                         | 5                             | 18                                   | 7                    | 1                             |
| Женски | 0                         | 0                             | 11                                   | 1                    | 2                             |
| УКУПНО | 1                         | 5                             | 29                                   | 8                    | 3                             |
| Пол    | Финансијско посредовање   | Некретнине                    | Државна управа и одбрана             | Образовање           | Здравствени и социјални рад   |
| Мушки  | 0                         | 0                             | 3                                    | 8                    | 0                             |
| Женски | 0                         | 0                             | 0                                    | 7                    | 3                             |
| УКУПНО | 0                         | 0                             | 3                                    | 15                   | 3                             |
| Пол    | Остале услужне активности | Приватна домаћинства          | Екстериторијалне организације и тела | Непознато            | Непознато                     |
| Мушки  | 0                         | 0                             | 0                                    | 11                   | 11                            |
| Женски | 0                         | 0                             | 0                                    | 4                    | 4                             |
| УКУПНО | 0                         | 0                             | 0                                    | 15                   | 15                            |